# 馬田·漢臣
馬田·漢臣（瑞典語：Martin Hansson，1971年4月6日—），瑞典足球球證。現居於Holmsjö。從2001年起為國際足協國際球證。
漢臣正職為消防員，操瑞典語、英語和德語，興趣為打獵和釣魚 。
漢臣被選為2010年世界盃的執法球證，但於2009年11月18日舉行的世界盃外圍賽，由愛爾蘭對法國一戰，漢臣未有看到法國前鋒蒂埃里·亨利的手球，使亨利助攻予加拿斯入球，事件引及軒然大波這亦是他13個月來第3次執法引起大型爭議。

## 外連
- FIFA個人資料 （页面存档备份，存于）
- 法國問題球擊敗愛爾蘭